# بن إيمس وليامز
بن إيمس وليامز (بالإنجليزية: Ben Ames Williams)‏ (7 مارس 1889، ماكون في الولايات المتحدة - 4 فبراير 1953، بروكلين في الولايات المتحدة)؛ كاتب وروائي أمريكي.

## روابط خارجية
- بن إيمس وليامز على موقع IMDb (الإنجليزية)
- بن إيمس وليامز على موقع قاعدة بيانات الفيلم (الإنجليزية)